# Johannisegge
Die Johannisegge ist ein 291 m ü. NHN hoher Berg im Teutoburger Wald, Kreis Gütersloh, Nordrhein-Westfalen (Deutschland).
Sie befindet sich im Mittelteil des Gebirges nur etwa 1 km nordwestlich von Borgholzhausen.
Die Johannisegge darf nicht mit dem Johannisberg des Teutoburger Waldes verwechselt werden, der sich gut 18 km südöstlich in Bielefeld befindet.
Die Johannisegge liegt auf der Weser-Ems-Wasserscheide: Alle Fließgewässer, die am Nordosthang des Berges entspringen, münden irgendwann in die Weser. Die Bäche, die an seinem Südwesthang entspringen, fließen früher oder später in die Ems.

## Luisenturm
Auf seinem Gipfel, über den der Hermannsweg führt, steht der 21 m hohe Luisenturm, der mittlerweile vierte Aussichtsturm, der dort errichtet wurde (Höhe ohne Antenne 19,5 m). Von seiner 16 m hohen Aussichtsplattform  blickt man bei schönem Wetter nicht nur über den Teutoburger Wald, sondern in nördlicher Richtung auch über das Ravensberger Land bis hinauf zum Wiehengebirge. In die andere Richtung schaut man in das Münsterland und damit in die große Westfälische Bucht. Bei außergewöhnlicher Fernsicht reicht der Blick nach Süden bis zu den Höhenzüges des Sauerlandes. Ganz nah blickt man auf das unten im Tal liegende Borgholzhausen.

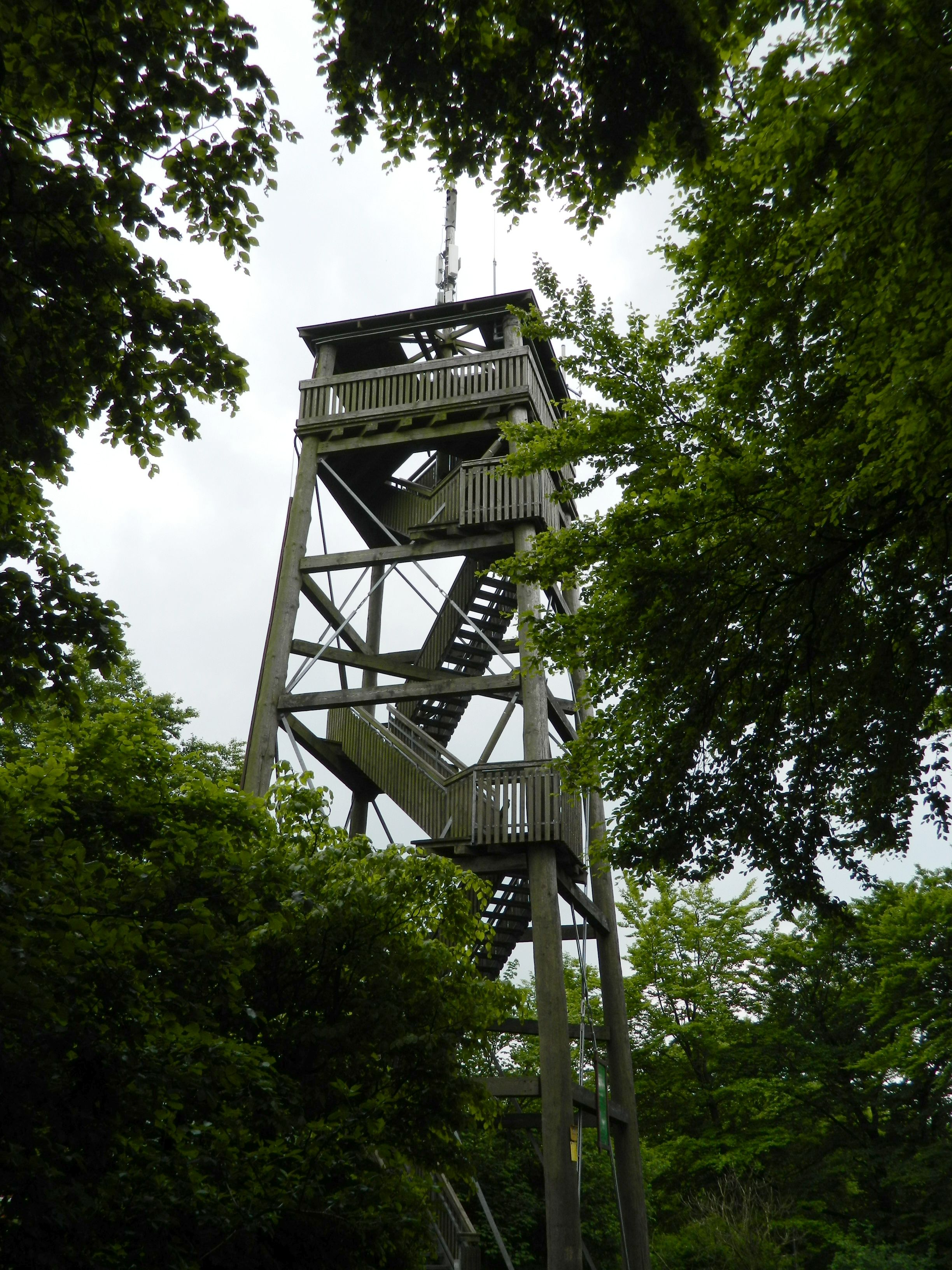
Luisenturm
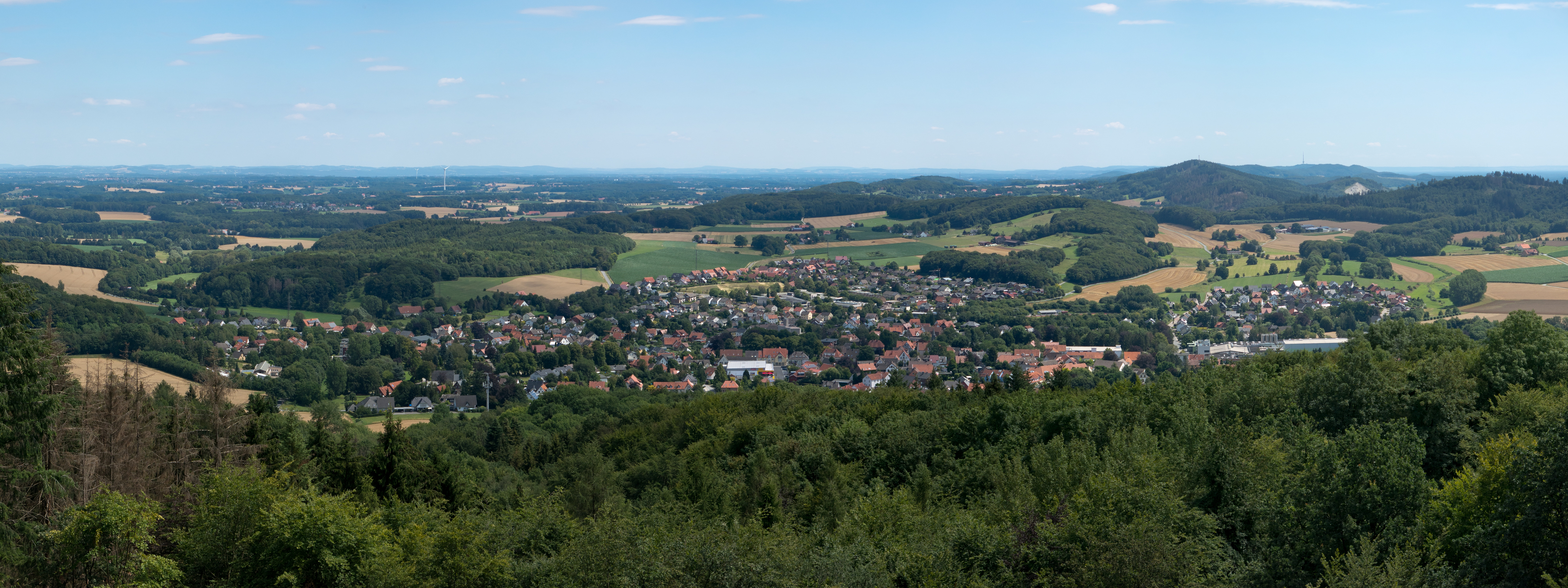
Ausblick auf Borgholzhausen